# Macuna
Le macuna (ou makuna) est une langue tucanoane de la branche orientale, parlée en Amazonie, en Colombie dans le Vaupés, le long des rivières Piraparana et Apoparis par 350 personnes. Un petit groupe de locuteurs est présent au Brésil.

## Phonologie

### Voyelles
|         | Antérieure | Centrale | Postérieure |
| ------- | ---------- | -------- | ----------- |
| Fermée  | i [i]      | ɨ [ɨ]    | u [u]       |
| Moyenne | e [e]      |          | o [o]       |
| Ouverte |            | a [a]    |             |

### Consonnes
|               |               | Bilabiale | Dentale | Palatale | Vélaire | Glottale |
| ------------- | ------------- | --------- | ------- | -------- | ------- | -------- |
| Occlusives    | Sourdes       | p [p]     | t [t]   |          | k [k]   |          |
| Occlusives    | Sonores       | b [b]     | d [d]   |          | g [g]   |          |
| Fricatives    | Fricatives    |           | s [s]   |          |         | h [h]    |
| Affriquées    | Sourdes       |           |         | c [t͡ʃ]   |         |          |
| Affriquées    | Aspirées      |           |         | j [d͡ʒ]   |         |          |
| Liquides      | Liquides      |           | r [r]   |          |         |          |
| Semi-voyelles | Semi-voyelles | w [w]     |         |          |         |          |